# Нетери, Лэнс
Лэнс Нетери (англ. Lance Nethery; 28 июня 1957, Торонто, Канада) — канадский профессиональный хоккеист и тренер.

## Биография
Лэнс Нетери родился 28 июня 1957 года в городе Торонто, в Канаде. Играл в молодёжных и юниорских лигах Канады. С 1975 по 1979 года выступал за команду Корнеллского университета. В 1977 году на драфте НХЛ права на игрока были закреплены за командой «Нью-Йорк Рейнджерс». В 1979 году Нетери стал выступать за фарм-клуб «Рейнджерс» в Американской хоккейной лиге. В Национальной хоккейной лиге дебютировал в сезоне 1980/81. Следующий сезон начинал в Нью-Йорке, однако позже перешёл в «Эдмонтон Ойлерз». Всего в НХЛ сыграл 41 матч, забросил 11 шайб и отдал 14 голевых передач.
В 1982 году подписал контракт с клубом второй немецкой лиги «Дуйсбург». В команде отыграл один сезон, после чего перешёл в швейцарский «Давос», цвета которой защищал 5 лет. В составе команды стал двукратным чемпионом Швейцарии, в 1984 и 1985 годах. В сезоне 1985/86 провёл несколько матчей в АХЛ за «Херши Беарс». С 1988 по 1990 год играл за команду «Херизау» во второй лиге Швейцарии, после чего завершил карьеру игрока.
С 1990 по 1992 год возглавлял «Давос» в качестве главного тренера. В сезоне 1992/93 руководил клубом «Берн». С 1993 года работает в Германии, возглавляет клубы первой и второй лиг страны. Завоевал четыре титула чемпиона страны (1996/1997, 1997/1998, 1998/1999, 2003/2004). На чемпионате мира 2012 года работал помощником главного тренера сборной Швейцарии. С 2015 года является спортивным менеджером и главным тренером клуба второй немецкой лиги «Фуксе Дуйсбург».